# Тереза Комодіні Качіа
Тереза Комодіні Качіа (нар. 23 лютого 1973 року) — мальтійський юрист, політик і колишній член Європейського парламенту .

## Освіта
Комодіні Качіа навчалася у Мальтійському університеті, де закінчила дві аспірантури. Вона здобула ступінь доктора права (LLD) в 1997 році, а потім продовжила, щоб здобутити докторську ступінь з прав людини в 2012 році

## Професійна кар'єра
Тереза Комодіні Качія — юрист зафахом, що працює в галузі прав людини. З 1997 року вона представляла жертв порушень прав людини на багатьох рівнях через судові розгляди у Верховних судах Мальти, а також у Європейському суді з прав людини у Страсбурзі . Серед її клієнтів — приватні особи, державні установи, а також законодавчо сформовані органи.
У своїй адвокатській кар'єрі вона виступала юридичним радником кількох неурядових організацій на Мальті, включаючи Мальтійську асоціацію скаутів, Мальтійську конфедерацію жіночих організацій та Асоціацію психічного здоров'я Мальти.
У 2008—2010 рр. консультувала Національну комісію з питань рівності (NCPE) щодо сутності європейського законодавства та директив щодо рівності, допомагала розслідуванням дискримінації.
На даний момент Комодіні Качія викладає в Мальтійському університеті право людини. Вона також координує ступінь магістра з прав людини та демократизації в університеті. Раніше вона працювала викладачем в Утрехтському університеті в Нідерландах та Європейському університеті Віадріна у Франкфурті-на-Одері, Німеччина.

## Політична кар'єра
Комодіні Качія є членом партії Nazzjonalista (Націоналістична партія) на Мальті і бере активну участь у партії. Її часто розглядають як орієнтир для парламентської групи, яка брала участь у ряді позицій, включаючи поправки до Конституції Мальти. Вперше вона претендувала на політичну посаду на загальних виборах до парламенту Мальти у березні 2013 року.
В 2013 році була призначена членом Комісії ПН з перегляду статуту та партійних структур. Вона також була призначена співголовою форуму кандидатів разом з Річардом Маскатом.
До обрання до Європарламенту Комодіні Качія допомагала представляти Націоналістичну партію в конституційній справі проти Мальтійської виборчої комісії щодо нерівності в процесі підрахунку голосів на загальних виборах 2013 року .
У травні 2014 року Комодіні Качія була обрана членом Європарламенту. На європейських виборах 2014 року на Мальті Націоналістична партія отримала трохи більше 40 % від загальнонаціональних виборів і зайняла три з шести європейських місць на Мальті. Як євродепутат вона сиділа в Групі Європейської народної партії .
Вона була членом трьох комітетів та делегацій у Європейському парламенті. Комодіні Качіа була також членом Комітету з правових питань (JURI), делегації в Парламентській асамблеї Союзу Середземномор'я . У Комітеті з правових питань вона працювала доповідачем парламенту з питань авторських прав . Комодіні Качіа є співголовою в парламенті Робочої групи ЄС з діабету.
Після обрання євродепутатом Комодіні Качіа взяла на себе додаткові керівні ролі у своїй країні. У жовтні 2014 року т Саймон Бусуттіл призначив її координатором а в січні 2015 року партія призначила її тіньовим міністром з питань освіти та зайнятості.
У 2017 році Комодіні Качіа оскаржив загальні вибори і був обраний у восьмий виборчий округ з 4244 голосами за 22-й підрахунок. Спочатку вона відмовилася від свого місця але потім змінила своє рішення і оголосила, що подасть у відставку з посади члена Європейського парламенту та обійме місце депутата парламенту .
9 липня 2020 року Комодіні Качія була призначена головою Націоналістичної партії, після того, як чинний лідер доктор Адріан Делія втратив вотум довіри.

## Публікації
Комодіні Качія проводить дослідження з питань, пов'язаних з правами людини (з акцентом на Мальту). Вона брала участь у різних публікаціях Агентства з основних прав (FRA) Європейського Союзу, включаючи різноманітні роботи з торгівлі неповнолітніми, расизму, ксенофобії, дискримінації, захисту інформації, психічного здоров'я, нелегальної імміграції та репатріації. Комодіні Качіа також представив звіти про дискримінацію на роботі за ознакою раси, переконань чи сексуальної орієнтації. Вона публікувала статті в журналі «Коротка інформація про права людини» Вашингтонського юридичного коледжу Американського університету.

## Нагороди
В 2008 році Тереза Комодіні Качіа була нагороджена щорічною премією «Десять видатних молодих людей» (TOYP) Міжнародною палатою Мальти (JCI) у двох різних категоріях — у галузі дітей, світового миру та прав людини.
У березні 2016 року Комодіні Качіа була визнана Євродепутатом року за версією журналу The Parliament у галузі корпоративного управління. Нагорода стала її першою в Брюсселі, і журнал заявив, що "Комодіні Качіа отримала високу оцінку за ентузіазм і пристрасть, які вона привносить у свою роботу. Вона спрямована на посилення участі мальтійського громадянського суспільства у формуванні політики ЄС "
У березні 2017 року Комодіні Качіа посіла 27 місце у списку членів Європарламенту POLITICO.

## Особисте життя
Комодіні Качіа одружена. У неї є дочка Лаура. Проживають у місті Сієві на Мальті.